# ゴア・ヴィダル

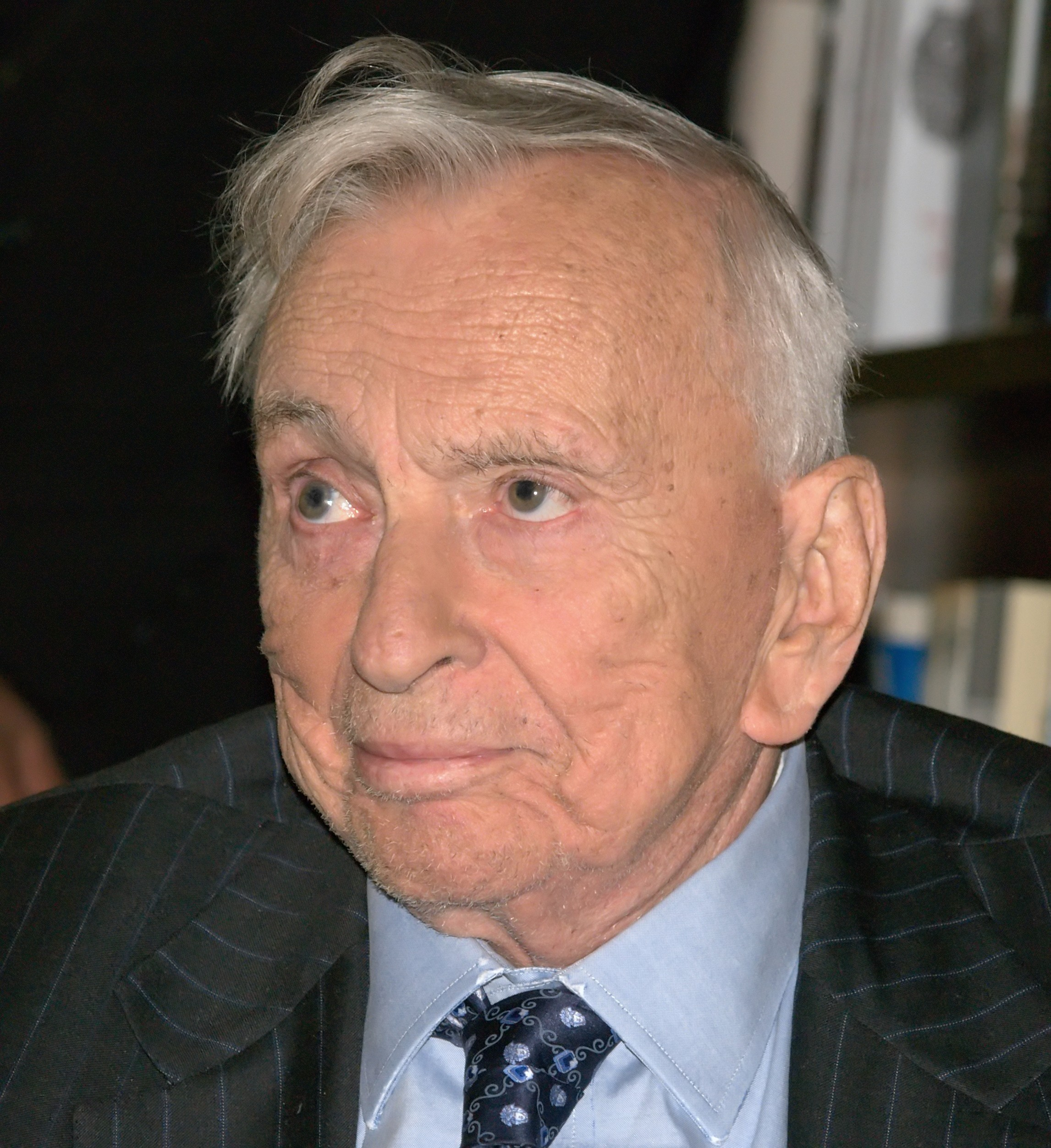
ゴア・ヴィダル, 2009.

ゴア・ヴィダル（Gore Vidal、1925年10月3日 - 2012年7月31日）は、アメリカの小説家、劇作家、評論家、脚本家、俳優、政治活動家。本名はユージーン・ルーサー・ゴア・ヴィダル (Eugene Luther Gore Vidal) 。

## 人物
アメリカ文学史上初めて同性愛を肯定的に扱った小説『都市と柱（The City and the Pillar）』、二十世紀の奇書と呼ばれる『マイラ（Myra Breckinridge）』、アメリカ史をテーマにした歴史小説七部作、機知に満ち溢れた数々の評論、常に挑発的な言動、アナーキーな政治活動で知られた。バイセクシュアルとしても知られており、1950年よりハワード・オースティンと交際していた。

## 来歴
彼はニューヨーク州ウェストポイントでユージーン・ルーサー・ヴィダルとして、ユージーン・ヴィダルおよびニーナ・ゴア夫妻の間に生まれた。彼の父親は航空学の教官であり、彼はアメリカ陸軍士官学校で生まれた。ヴィダルはその後母方の祖父、トマス・P・ゴア（オクラホマ州選出民主党上院議員）の姓をその名に加えた。
ヴィダルはワシントンD.C.で成長し、シドウェル・フレンズ・スクールとセント・オールバンズ・スクールに通った。彼の祖父ゴアは盲目であり、幼いヴィダルはしばしば祖父のために読み聞かせやガイドを行った。そのため子どもにとっては不釣り合いな政治権力中心への頻繁な接触があった。上院議員ゴアの孤立主義はヴィダルの政治哲学を導く確信の一つであった。ヴィダルがアメリカ帝国主義に一貫して批判的であり続けるのはこの祖父の影響が大きい。
ヴィダルはフィリップス・エクセター・アカデミーを卒業した後、1943年にアメリカ陸軍の予備役となった。
2012年7月31日、肺炎による合併症のため、カリフォルニア州ロサンゼルス近郊の自宅で死去。86歳没。

## 執筆生活

### 小説・演劇・映画脚本

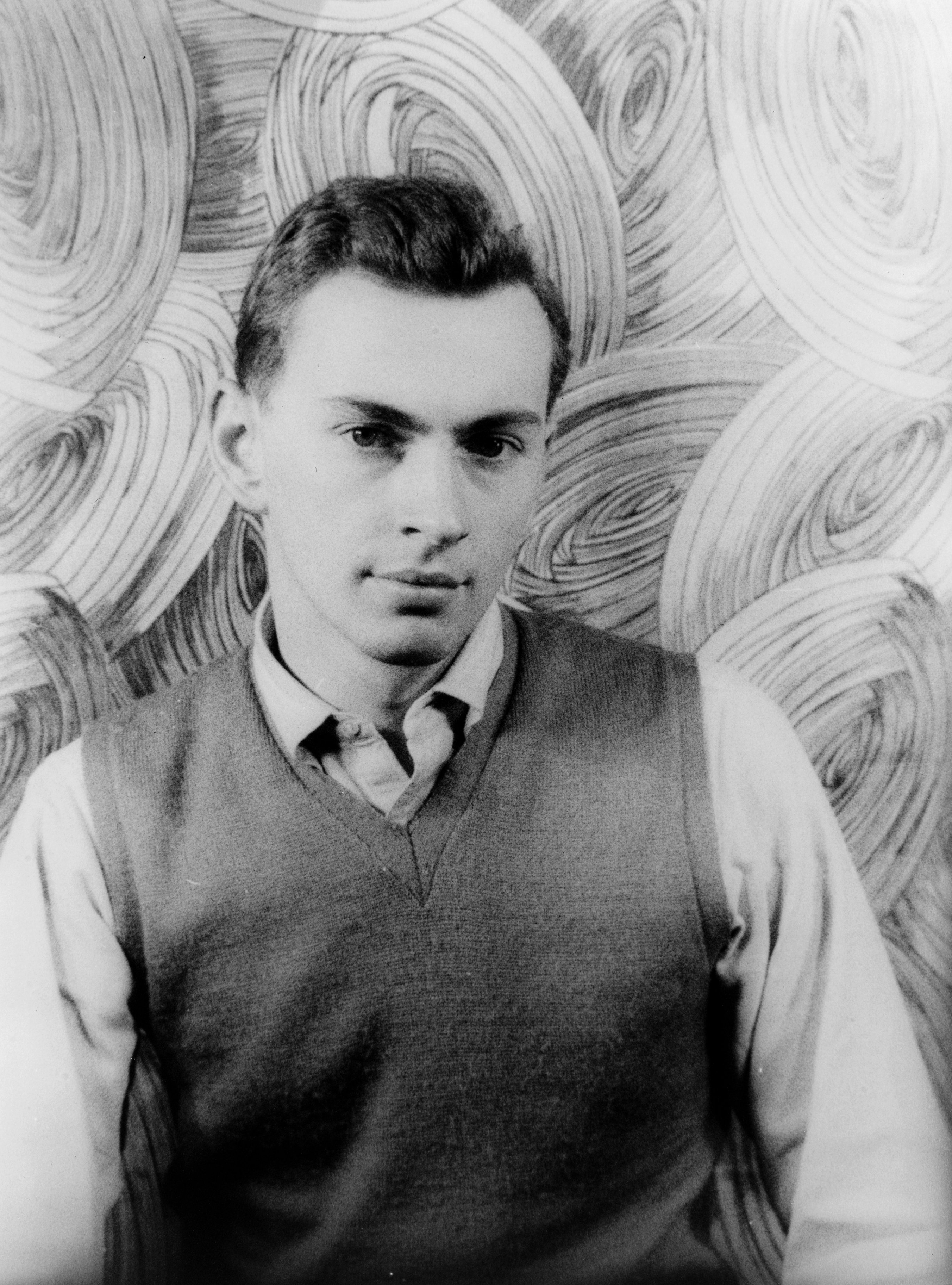
ゴア・ヴィダル、カール・ヴァン・ヴェクテンによる撮影。1948年

ニューズウィークのある批評家は「エドマンド・ウィルソン以来最良の万能の作家」とヴィダルを評した。彼は21歳でアラスカ州での軍務経験を元にした最初の小説Williwawを出版した。2年後に発表された同性愛をテーマにした『都市と柱（The City and the Pillar）』は論争を引き起こした。アメリカ国内では「背徳の書」「反アメリカ的」とまで罵倒され、ヴィダルはニューヨーク・タイムズにそれ以降出版した本の書評を拒絶される羽目にまで陥った。しかし、海外のゲイ作家達、トーマス・マン、アンドレ・ジッド、E・M・フォースター、クリストファー・イシャーウッドらがこの小説の先見性と見事な青春小説としての側面を評価し、弁護に立ち上がった。以後、ヴィダルの小説は、アメリカよりもイギリスを中心にヨーロッパの批評家達に認められていくこととなる。同書は「J.T.」に捧げられていたが、「J.T.」とは誰かという噂が広まり、ヴィダルは結局それを明らかにせざるを得なかった。「J.T.」はセント・オールバンズ・スクールの同級生ジミー・トリンブルであった。トリンブルは1945年6月1日に硫黄島の戦いで戦死し、ヴィダルは後に回想録Palimpsest(1995) で自分が精神的にも肉体的にも愛した人はトリンブル一人だけだったと告白した。ヴィダルは1965年に本作を改訂し、表現を簡潔にするとともに結末を含む削除・加筆を行っている。
その後、ヴィダルは初期の作品に見られるヘミングウェイの影響から脱しようと試行錯誤を重ね、ピカレスク小説The Judgment of Paris (1953) で、今に至るまでのアメリカ的というよりはイギリス文学の影響の色濃いヴィダル特有の文体を確立した。批評的にも認められはしたものの、『都市と柱』で被った悪名は彼の小説の売れ行きに影を落とし続けたため、財政状態は悪化の一途を辿った。人民寺院事件を予言したとして後に再評価されることとなる、架空のカルト宗教を描いたMessiah (1955) が全く無視された結果、この作品を最後にヴィダルは10年間、小説の筆を折ってしまう。破産寸前まで追い込まれたヴィダルは、脚本作家として演劇、映画、テレビドラマに取り組んだ。彼の作品『ある小惑星への訪問（Visit to a Small Planet）』 (1957) The Best Man(1960)  はブロードウェイでのヒット作となり、『ある小惑星への訪問』はジェリー・ルイス主演で『底抜け宇宙旅行（Visit to a Small Planet）』として、The Best Manはヘンリー・フォンダ主演で映画化された。
ヴィダルは1950年代の初めにはエドガー・ボックス (Edgar Box) のペンネームを使用して、探偵小説「ピーター・サージェント」シリーズ三作を執筆した。ダシール・ハメット、レイモンド・チャンドラーの後継者と賞賛され、ハードボイルドとユーモアを絶妙に組み合わせたこのシリーズはベストセラーとなった。日本でも三作目にあたる『死は熱いのがお好き（Death Likes It Hot）』 (1954) が翻訳されている。しかし、ヴィダル自身は変名による成功を潔しとせず、「全て1作あたり8日で書き飛ばしたものだ」として、近年までエドガー・ボックス名義の作品を全て絶版にしていた（2011年にゴア・ヴィダル名義で復刊）。
ヴィダルは1956年に専属作家としてメトロ・ゴールドウィン・メイヤーと契約する。1959年にはウィリアム・ワイラーが、カール・タンバーグによって書かれた『ベン・ハー』の脚本の完成を必要とした。ヴィダルはMGMが契約を二年残して彼を自由にするという条件で、クリストファー・フライと共に脚本を再執筆することに合意した。しかしながらプロデューサーのサム・ジンバリストが死去したことで、クレジットの問題が複雑化した。映画脚本家協会は『ベン・ハー』の脚本のクレジットをタンバーグのみとし、ヴィダルとフライの両名をクレジットしないことで問題を解決した。チャールトン・ヘストンはヴィダルが執筆したと主張する（注意深く慎重に隠された）同性愛の場面に満足せず、ヴィダルが脚本に大きく関与したと言うことを否定した。しかし、『映画秘宝』が2011年に行ったインタビューによれば、ヴィダルは脚本を盗まれてコピーされ、ノンクレジットにされたため、裁判沙汰に持ち込んだと主張している。
1960年代にヴィダルは三つの成功した小説を執筆した。
Julian (1964) は俗に背教者と呼ばれ、キリスト教に最後の反抗を試みたローマ皇帝ユリアヌスを詳細に研究した作品である。
『ワシントンD.C.（Washington, D.C.）』 (1967) はフランクリン・ルーズベルト時代の政治一家についての作品であり、後に七部作を成す、アメリカ史を主題にした「帝国の物語」の第一作目となる。
『マイラ（Myra Breckinridge）』 (1968) はハリウッドの俳優養成学校を舞台に性転換者のヒロイン、マイラの手記の形式をとり、時代に先駆けてジェンダーを論じつつ、映画、文学理論やアメリカン・カルチャーへの諷刺を盛り込んだ、皮肉なコメディである。発売されるやいなや大論争を巻き起こし、アメリカだけで1年間にハードカバー、ペーパー・バック合わせて2080万部を売り上げるという大成功を収めた。『マイラ』はヴィダルの小説の一つの到達点と見做されており、現在でも古典として読み継がれている。なお、『マイラ』は1970年に監督にマイケル・サーン、主演のマイラにラクエル・ウェルチ、共演者にメイ・ウエスト、ジョン・ヒューストン、ファラ・フォーセットという錚々たる面々を配し、20世紀フォックスによって映画化されたものの、こちらも大論争を呼び、概して不評であった。しかし、現在ではカルト映画として評価されており、日本でも柳下毅一郎らが著作で取り上げている。
その後失敗作となった二つの演劇Weekend (1968) An Evening With Richard Nixon (1972) および半自伝的小説Two Sisters (1970) を執筆し、ヴィダルはエッセイと小説の異なった二つの分野に集中していくこととなる。
『ワシントンD.C.』に引き続き、アメリカ史をテーマにした『アーロン・バアの英雄的生涯（Burr）』 (1973) 『1876（1876）』 (1976) 『リンカーン（Lincoln）』 (1984) Empire (1987) Hollywood (1989) The Golden Age (2000) は「帝国の物語」として七部作を成し、ヴィダルの歴史小説家としての側面を伝える作品群である。特にアーロン・バーを主人公にアメリカ独立戦争時代からマーティン・ヴァン・ビューレン大統領時代までを描いた『アーロン・バアの英雄的生涯』はガルシア＝マルケスらの賞賛を受け、傑作と称される。
Julianに続く、古代史への更なる探索であるCreation (1981, 2002) は、紀元前5世紀のペルシア帝国の盲目の文官を主人公に、ギリシャ、中東諸国、インドそして中国までを舞台にし、ゾロアスター教、ギリシャ哲学、ヒンドゥー教、仏教、ジャイナ教、老荘思想、儒教など様々な思想・宗教を取り上げ、釈迦を筆頭にゾロアスター、ソクラテス、マハーヴィーラ、老子、孔子ら実在の人物が次々と登場する壮大な歴史小説である。この作品はアンソニー・バージェスに高く評価され、批評面でも商業面でも成功を収めることとなった。しかし、1981年に出版されたバージョンはペーパーバックで600ページ近い長さであったにもかかわらず、実際はヴィダルの担当編集者であったジェイソン・エプスタインの「あまりにも長過ぎる」という苦言の下、幾つもの箇所をカットした削除版であり、2002年にようやく無削除完全版が出版された。
ヴィダルは歴史小説だけではなく、滑稽でしばしば無慈悲な「諷刺的な発明」と彼自身が呼ぶ、作品群にも精力的に取り組んだ。「諷刺的な発明」の特徴は基本的に前衛的であり、『マイラ』をその出発点とし、パロディ・パスティーシュ・SF的手法をその方法論の主軸としている点にある。また、極めて挑発的な主題を扱うため、彼の歴史小説が安定した評価を得ているのに対し、物議を醸すことが多い。ゆえに評価は賛否両論といったところで、文体は彼の最も得意とするエッセイに近く、歴史小説における文体とは一線を画す。「諷刺的な発明」に含まれる作品は『マイロン（Myron）』（1975, 『マイラ』の続編）、再びカルト宗教を扱った『大予言者カルキ（Kalki）』 (1978) 、アメリカン・カルチャーを前衛的な手法で諷刺し、イタロ・カルヴィーノに賞賛されたDuluth (1983) 、原始キリスト教を意地悪く揶揄したLive from Golgotha: The Gospel according to Gore Vidal (1992) The Smithsonian Institution (1998) がある。
特に『大予言者カルキ』は、ヒンドゥー教のヴィシュヌの最後の化身で救世主であるとされるカルキを名乗り、世界滅亡を予言するネパール在住のアメリカ人を教祖とするカルト宗教が大流行し、最終的に全人類は予言どおり、特殊な化学兵器によって滅亡に追いやられてしまう、という衝撃的な内容で、「諷刺的な発明」の中でも物議を醸した作品である。分類上、ヴィダルは非SF作家であるが、『大予言者カルキ』はネビュラ賞にノミネートされた。
日本では長らく絶版になっているが、オウム真理教によって松本サリン事件、地下鉄サリン事件が引き起こされた時点で、あまりの事件の類似性に、ヴィダルの予言的才能がMessiahによる人民寺院事件への予言に続き、証明されることとなった。
ミック・ジャガーは『大予言者カルキ』を自らの主演で映画化することを熱望し、製作に取り掛かったが、結局のところ実現はしなかった。しかし、この著作の映画化権をヴィダルが売却したことはニュースで報じられた。
ヴィダルはしばしば映画やテレビドラマの脚本執筆も再び行った。友人であるテネシー・ウィリアムズの『去年の夏 突然に』の脚本・脚色、『パリは燃えているか』の脚本をフランシス・コッポラと共に担当した。また、その中にはヴァル・キルマーが出演したテレビシリーズBilly the Kidや、日本でも放映された『リンカーン』のミニシリーズも含まれる。さらに彼は論争となった映画『カリギュラ』のオリジナルの脚本を執筆したが、監督のティント・ブラスや主演のマルコム・マクダウェルが脚本を変更し再執筆した。映画の制作後にヴィダルの意図を回復しようとする試みは失敗したが、皮肉にもプロデューサーのボブ・グッチョーネは映画をヴィダルとブラスあるいはマクダウェルのいずれもが考えていなかった作品（ハードコアポルノ）に仕上げることとなった。

### エッセイ・回想録
少なくともアメリカにおいて、恐らくヴィダルはその希望に反し、小説家よりエッセイストとして高く評価される。批評家のジョン・キーツは彼を「二十世紀で最も素晴らしいエッセイスト」と讃えた。マーティン・エイミスのような敵意を持つ批評家でさえ「エッセイを彼は得意とする。（中略）博識で、愉快で、稀有なまでに明晰である。盲点すら光り輝いている」と認める。
彼はエッセイを政治、歴史、文学を主なテーマとして書いている。彼は1993年にUnited States (1952-1992)で全米図書賞を受賞した。2000年までの著述集はThe Last Empireである。それ以後彼は教科書上の建国の父達（ファウンディング・ファーザーズ）と、ブッシュ＝チェイニー政権両方に対して高度に批判的な「パンフレット」であるInventing A Nationを発表した。彼は没するまで引き続いてブッシュ政権に対しての追及を行った。1995年には自身の前半生を描いた回想録Palimpsestを発表。2006年には続編であるPoint to Point Navigationを発表した。
1960年代にヴィダルはイタリアへ移り住み、フェデリコ・フェリーニの映画『フェリーニのローマ』に出演した。彼の自由主義の政治観に基づく作品はよくドキュメント化される。1987年に彼はArmageddonという一連のエッセイを著した。同作品で彼は当時のアメリカにおける権力の複雑化を調査し、無情に当時の現職大統領であったロナルド・レーガンを笑いものにした。彼はレーガンを「死体防腐処理者の芸術の勝利」と評している。
ヴィダルの祖父は民主党に所属していたが、彼は他にも民主党との関係を持っている。彼の母親ニーナはヒュー・D・オーチンクロスジュニアと結婚し、オーチンクロスはその後ジャクリーン・ケネディの継父となった。
ヴィダルはこの縁で、ケネディ政権に芸術顧問として参画した。しかし、ホワイトハウスで行われたパーティーの席上、政策や性格的に対立関係にあった司法長官ロバート・ケネディと些細なことから激論になり、ヴィダルは自ら職を辞してホワイトハウスを去った。この事件は多くの禍根を残し、ロバート・ケネディが大統領選に出馬する準備を始めていた際、ヴィダルは血縁関係にないとはいえ、一応は自らも親族の一員であるケネディ家全員に対して、エッセイ「ケネディ家の野望に警鐘を鳴らす（The HOLY FAMILY）」で破壊的な分析のメスを振るい、ロバート・ケネディを「大統領職を世襲で得ようとしている」として激しく批判した。
また、この話を又聞きしたかつての親友であり長きに渡るライバルであったトルーマン・カポーティは「プレイガール」誌のインタビューで事件を面白おかしく脚色して語った。記事を読んだヴィダルは激怒し、即座にカポーティを名誉毀損で訴え、100万ドルの賠償金を要求した。何年にも渡って続いたこの裁判は、カポーティが謝罪広告を新聞に掲載することでようやく合意した。
ヴィダルはジミー・カーターの5番めのいとこでもある。また、元副大統領のアル・ゴアの遠縁のいとこにあたる。
彼は1960年にエレノア・ルーズヴェルトやポール・ニューマン、ジョアン・ウッドワードらの著名人の支援を受けて、下院議員選挙に出馬したが、伝統的に共和党の地盤であるハドソン川地域で僅差で敗北した。彼は1982年にもカリフォルニア州で上院議員選に出馬し、またもやポール・ニューマンやジョアン・ウッドワードの支援を受けたものの落選している。
ヴィダルは1992年の映画『ボブ★ロバーツ』の中でティム・ロビンスと共演している。他にも『ガタカ』 (1997) 『きっと忘れない』 (1994) でも重要な役回りを演じている。下院議員役でチャーリー・シーンと共演した『ザ・ターゲット（Shadow Conspiracy）』 (1997) や『17歳の処方箋』 (2002) にも出演している。また、1995年に出演したドキュメンタリー映画 『セルロイド・クローゼット』 では、映画界における同性愛嫌悪の実態について語った。
ヴィダルは20世紀後半にはイタリア、アマルフィ海岸のラヴェッロとカリフォルニア州ロサンゼルスでその時間の多くを過ごした。2004年8月にニューヨーク・タイムズはヴィダルが健康上の理由で30年間暮らしたラヴェッロの5,000平方フィート (460m2) に及ぶ邸宅を2003年に売却し、現在ロサンゼルスに暮らしていると報道した。2003年11月にヴィダルのライフ・パートナー、ハワード・オースティンは死去した。2005年2月にヴィダルはオースティンの遺骸を二人のために準備したワシントンD.C.のロック・クリーク墓地に埋葬した。7年後にヴィダル自身が同墓地に埋葬されることとなった。
ヴィダルはアメリカ芸術文学アカデミー会員であり、ヴィダルは2009年全米図書賞Medal of Distinguished Contribution to American Lettersを受賞した。

## 作品

### 小説
- Williwaw (1946)
- In a Yellow Wood (1947)
- 『都市と柱(The City and the Pillar )』(1948)  本合陽訳、本の友社、1998年 ISBN 978-4894391338
- The Season of Comfort (1949)
- A Search for the King(1950)
- Dark Green, Bright Red（ (1950)
- The Judgment of Paris (1953)
- Messiah (1955)
- A Thirsty Evil (1956) (短編集)

A Thirsty Evil所収の「駒鳥（The Robin）」、「月桂樹を持った少年（A Moment of Green Laurel）」、「書斎のご婦人たち（The Ladies in the Library）」、「三つの鍵（Three　Stratagens）」の各短編はそれぞれ邦訳が存在する。
- Julian (1964)
- 『ワシントンD.C.（Washington, D.C.）』 (1967)　宇野利泰訳、早川書房、1968年
- 『マイラ（Myra Breckinridge）』(1968)　永井淳訳、早川書房、1969年
- Two Sisters  (1970)
- 『アーロン・バアの英雄的生涯（Burr）』 (1973)　田中西二郎訳、早川書房、1981年
- 『マイロン（Myron）』(1975)　沢村灌訳、サンリオSF文庫、1981年
- 『1876(1876)』 (1976)　田中西二郎訳、早川書房、1978年
- 『大予言者カルキ（Kalki）』 (1978)　日夏響訳、サンリオ、1980年
- Creation (1981)
- Duluth (1983)
- 『リンカーン（Lincoln）』 (1984)　中村紘一訳、本の友社全3巻、1998年
- Empire (1987)
- Hollywood (1989)
- Live from Golgotha:  The Gospel according to Gore Vidal (1992)
- The Smithsonian Institution (1998)
- The Golden Age (2000)
- Clouds and Eclipses : The Collected Short Stories (2006)（A Thirsty Evilと同内容だが、当時未発表だった短編Clouds and Eclipsesが追加された）

### エッセイ・ノンフィクション
- Rocking the Boat (1963)
- Reflections Upon a Sinking Ship (1969)
- Sex, Death and Money (1969) (paperback compilation)
- Homage to Daniel Shays (1973)
- Matters of Fact and of Fiction (1977)
- The Second American Revolution (1982)
- Armageddon? (1987)（イギリスのみ）
- At Home (1988)
- A View From The Diner's Club (1991)（イギリスのみ）
- Screening History (1992)
- Decline and Fall of the American Empire (1992)
- United States: essays 1952–1992 (1993)

「ケネディ家の野望に警鐘を鳴らす（The HOLY FAMILY）」の邦訳が『「エスクァイア」で読むアメリカ〈上〉』に、「牙を抜かれたニクソン (RICHARD NIXON:NOT THE BEST MAN'S BEST MAN)」の邦訳が『エスクァイア アメリカの歴史を変えた50人〈上〉』に、「アメリカの現状 (The STATE OF THE UNION:1975)」の邦訳が『ママと星条旗とアップルパイ』にそれぞれ所収。
- Palimpsest: a memoir (1995)
- Virgin Islands (1997)（イギリスのみ）
- The American Presidency (1998)
- Sexually Speaking: Collected Sex Writings (1999)
- The Last Empire: essays 1992–2000 (2001)（イギリス版は更に短いものである）
- Perpetual War for Perpetual Peace or How We Came To Be So Hated, Thunder's Mouth Press, 2002, (2002)
- Dreaming War: Blood for Oil and the Cheney-Bush Junta, Thunder's Mouth Press, (2002)
- Inventing a Nation: Washington, Adams, Jefferson (2003)
- Imperial America: Reflections on the United States of Amnesia (2004)
- Point to Point Navigation : A Memoir (2006)
- The Selected Essays of Gore Vidal(2008)
- Snapshots in History's Glare  (2009)

### 演劇
- 『ある小惑星への訪問（Visit to a Small Planet）』（1957年） - 浅倉久志により「S-Fマガジン (S-F Magazine) 1970/10 No.138」に邦訳されている。
- The Best Man （1960年）
- On the March to the Sea （1960年-1961年, 2004年）
- Romulus（フリードリッヒ・デュレンマットの演劇から脚色したもの） （1962年）
- Weekend （1968年）
- Drawing Room Comedy （1970年）
- An evening with Richard Nixon （1970年）

### 匿名出版
- A Star's Progress (aka Cry Shame!) (1950) Katherine Everard名義
- Thieves Fall Out (1953) Cameron Kay名義
- Death Before Bedtime (1953) エドガー・ボックス名義
- Death in the Fifth Position (1954) エドガー・ボックス名義
- 『死は熱いのがお好き（Death Likes It Hot）』 (1954)　久良岐基一訳、ハヤカワ・ミステリ、1960年 エドガー・ボックス名義

### 映画脚本
- 『ベン・ハー』 (1959) (クレジットなし)
- 『去年の夏 突然に』(1959)
- The Best Man (1964)
- 『パリは燃えているか』(1966)
- 『カリギュラ』(1979)
- 『シシリアン』 (1987) （クレジットなし）

## 映画出演作
- フェリーニのローマ（1972年）
- ボブ★ロバーツ（1992年）
- きっと忘れない（1994年）
- セルロイド・クローゼット（1995年）
- ザ・ターゲット（1996年）
- ガタカ（1997年）
- 17歳の処方箋（2002年）
- インサイド・ディープ・スロート（2004年）
- PEACE BED アメリカVSジョン・レノン（2006年）
- ZERO: 9/11の虚構（2007年）
- 誰も知らない基地のこと（2010年）